# Babindella
Babindella är ett släkte av tvåvingar. Babindella ingår i familjen styltflugor.
Kladogram enligt Catalogue of Life:
| Babindella | \| \| Babindella physoura \| \| \| \| \| \| Babindella whianensis \| \| \| \| |
|            | \| \| Babindella physoura \| \| \| \| \| \| Babindella whianensis \| \| \| \| |
|            | Babindella physoura                                                           |
|            |                                                                               |
|            | Babindella whianensis                                                         |
|            |                                                                               |